# Chống thấm

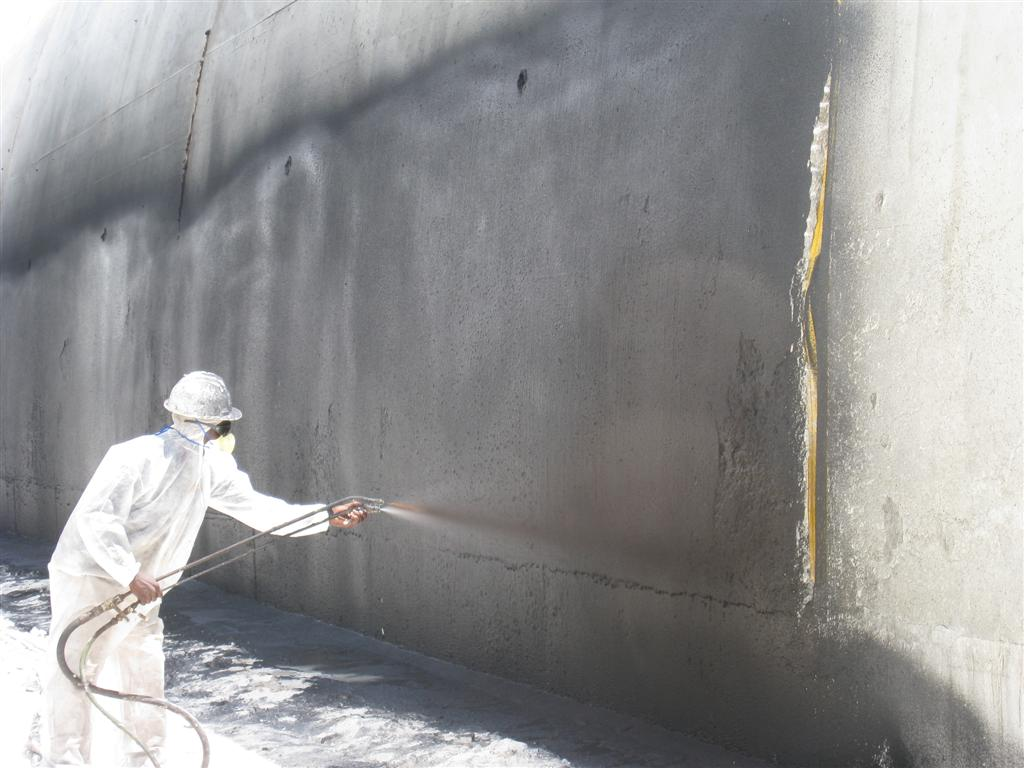
Chống thấm được tiến hành ở bên ngoài của một đường hầm đường cao tốc

Chống thấm là quá trình làm cho một vật thể hoặc cấu trúc không thấm nước hoặc chống nước để nó tiếp tục không bị ảnh hưởng bởi nước hoặc chống lại sự xâm nhập của nước trong các điều kiện quy định. Các mặt hàng như vậy có thể được sử dụng trong môi trường ẩm ướt hoặc dưới nước đến độ sâu quy định.
Chống nước và chống thấm nước thường đề cập đến sự xâm nhập của nước ở trạng thái lỏng và có thể khi chịu áp lực, trong khi chống ẩm liên quan đến khả năng chống ẩm. Sự thẩm thấu của hơi nước thông qua vật liệu hoặc cấu trúc được tính là tốc độ truyền hơi ẩm (MVTR).
Vỏ của thuyền và tàu được chống thấm bằng cách sử dụng nhựa đường hoặc sân. Các mặt hàng hiện đại có thể được chống thấm bằng cách áp dụng các lớp phủ chống thấm nước hoặc bằng cách niêm phong các đường nối bằng các miếng đệm hoặc vòng chữ o.
Chống thấm được sử dụng để chỉ các cấu trúc tòa nhà (như sân thượng, tường nhà, nhà vệ sinh, tầng hầm, sàn hoặc khu vực ẩm ướt), thủy phi cơ, vải, quần áo (áo mưa hoặc gạt nước), thiết bị điện tử và bao bì giấy (như thùng giấy đựng chất lỏng).

## Trong xây dựng
Trong xây dựng, một tòa nhà hoặc cấu trúc được chống thấm với việc sử dụng màng và lớp phủ để bảo vệ nội thất, và duy trì tính toàn vẹn cấu trúc. Khả năng chống thấm của phong bì tòa nhà trong thông số kỹ thuật xây dựng được liệt kê theo 07 - Bảo vệ Nhiệt và Độ ẩm trong MasterFormat 2004, bởi Viện Thông số kỹ thuật Xây dựng, và bao gồm vật liệu lợp và chống thấm.
Trong xây dựng công trình, chống thấm là một khía cạnh cơ bản của việc tạo ra một vỏ bọc tòa nhà, là một môi trường được kiểm soát. Các vật liệu che mái, vách, móng, và tất cả các thâm nhập khác nhau thông qua các bề mặt này phải có khả năng chịu nước và đôi khi là không thấm nước. Vật liệu lợp thường được thiết kế để chống nước và đổ nước từ mái dốc, nhưng trong một số điều kiện, chẳng hạn như đập băng và trên mái bằng, tấm lợp buộc phải có tính chống thấm. Nhiều loại hệ thống màng chống thấm có sẵn, bao gồm giấy bồi hoặc giấy nhựa với nhựa đường hoặc nhựa đường để làm mái nhà xây dựng, chống thấm bitum khác, cao su EPDM (Ethylene Propylene Diene Monomer), hypalon, polyvinyl chloride, tập lợp chất lỏng, v.v.